# Sale (Italia)
Sale (Sal in dialetto tortonese) è un comune italiano di 3 858 abitanti della provincia di Alessandria in Piemonte, situato in prossimità della confluenza del Tanaro nel Po, nel Tortonese.

## Storia
Esistono tracce di insediamenti in epoca romana (tombe e manufatti, oltre a residui di centuriazione nelle campagne a sud) trovati nel territorio comunale che testimoniano la colonizzazione di parte del territorio a partire dai secoli I e II d.C.

Probabilmente in epoca gotica esisteva un castrum fortificato (sec. IV–V d.C.).
Basandosi sul fatto che in paese vi sono tre arcipreture si opina che vi fossero tre Sale (la principale denominata Sala Roderadi) che si unirono insieme in epoca gotica o longobarda e abbiano formato il paese. L'unione si suppone un fatto compiuto nel secolo X, stante un documento del 933 d.C. che parla di una vendita di terre in loco Salae.
Un documento più antico che menziona il paese è della metà del 700 d. C. e tratta di una donazione di beni in Sala da parte di re Astolfo alle monache di S. Martino di Pavia. Ugo, Conte (o Margravio) di Tortona, nel 1035 d.C. acquista Sala Roderadi cum castro. Fu sotto la signoria dei vescovi di Tortona (forse dal 1003 d.C.) e di Genova e fu anche possedimento degli Este (dal finire del X secolo), sia del ramo italiano che di quello bavarese con Guelfo d'Este.
Concorrerà a far comprendere l'essere sotto il dominio di più signorie nello stesso periodo il fatto che le tre Sale, pur fuse in un sol borgo, abbiano mantenute distinte le persone e le proprietà e dunque le signorie riguardassero non tutto il paese né tutto il territorio, ma solo parte di essi, divisione che durerà per secoli. Fino al 1817 quando le parrocchie di Sale divennero tutte parte della diocesi di Tortona il paese era diviso in parrocchie personali e non territoriali, ossia la popolazione seguiva la parrocchia e quindi anche la diocesi (Tortona o Pavia) dei propri antenati senza riguardo al domicilio effettivo.
Nel 1164 Federico Barbarossa lo diede ai Pavesi. Fu dunque alleato di Pavia nella guerra contro Tortona, guerra terminata con la pace stipulata nella chiesa dei Santi Maria e Siro, tra Pavesi e Tortonesi (4 giugno 1165). Nel 1216 milizie milanesi e piacentine contrarie a Federico II lo invadono e danno alle fiamme. Nel 1229 vi si svolge ancora una battaglia che vede di nuovo contrapposti Pavesi e Tortonesi. Fu nel XIV secolo feudo dei Beccaria, signoria dal 1363 dei Visconti, agli inizi del Quattrocento per breve tempo di Facino Cane, poi di Francesco Bussone, conte di Carmagnola e infine degli Sforza. Sotto questi ultimi fu feudataria di Sale la famiglia Adorno.
Conquistato alla fine del Quattrocento da re Luigi XII di Francia con tutto il ducato di Milano, fu feudo del cardinale d'Amboise e poi venduto (8 maggio 1500) alla famiglia Botta nella persona di Bergonzio Botta e poi alla famiglia d'Adda, che restò feudataria fino al 1797. Dal 1535 al 1714 fece parte del Principato di Pavia nell'ambito del Ducato di Milano, prima assoggettato alla Spagna (1535-1714) e poi all'Austria (1714-1744).
Dopo la pace di Aquisgrana del 1748 passò definitivamente, con l'Oltrepò Pavese, sotto il dominio sabaudo. Fece parte della provincia di Voghera fino al 1818, quando venne aggregato alla provincia di Tortona.
Le antiche mura medioevali vennero demolite tra il 1825 e 1826.

### Simboli
Stemma
Gonfalone

## Monumenti e luoghi di interesse

### Chiesa parrocchiale dei Santi Maria e Siro
La chiesa dei Santi Maria e Siro, di antica origine, è menzionata per la prima volta nel 1165. Notevolmente modificata tra il XIV e il XV secolo, deve a questo periodo le decorazioni in cotto dei tre portali in stile gotico, tipiche del novarese-lomellino. La facciata fu rimaneggiata agli inizi del XVIII secolo. All'interno affreschi di artisti lombardi del XV secolo, alcuni dei quali di recente scoperta.

### Chiesa di San Giovanni Battista
La chiesa antica, nominata in atti sin dal X secolo, era poco distante fuori del paese, nel luogo ancora chiamato San Giovanni Fuori. Nel 1595 ne esisteva ancora l'abside. La chiesa attuale fu eretta al tempo dei Visconti intorno alla metà del Quattrocento, in stile tardo gotico come il campanile, nel quale vi sono scodelle ornamentali recanti nell'interno il biscione visconteo.
Fu consacrata nel 1535 e parzialmente ristrutturata con gusto barocco nel 1680.
Vi si conservano tele sei- settecentesche, affreschi ottocenteschi e una statua lignea policroma degli inizi del XVIII secolo.

### Chiesa di San Calocero
Citata in documenti anch'essa sin dall'XI secolo, l'antica chiesa si trovava appena fuori del paese in direzione di Tortona, fu demolita nel 1576. Nel 1930 nel corso di lavori di scavo in quell'area furono trovate le fondamenta dell'abside e di una torre quadrata in sasso. La chiesa odierna fu eretta, come testimoniato da una lapide esistente dietro l'organo, nel secolo XV e ampliata nel secolo XVI. Nel 1563 era consacrata ma non terminata; la volta fu stesa nel 1603. L'attuale facciata in stile eclettico è del 1927. Conserva all'interno tele del secolo XVI.

Secondo un'opinione autorevole, ma non storicamente documentata il campanile, di stile romanico e con manifesta differenza rispetto alla chiesa, potrebbe essere manufatto di epoca dei Goti e dunque databile al V-VI secolo.

## Società

### Evoluzione demografica
Abitanti censiti

## Infrastrutture e trasporti
Tra il 1880 e il 1933 Sale fu capolinea di due linee tranviarie:
- quella per Alessandria, aperta nel 1880;
- quella per Tortona, aperta nel 1882.

## Amministrazione
Di seguito è presentata una tabella relativa alle amministrazioni che si sono succedute in questo comune.
| Periodo          | Periodo          | Primo cittadino  | Partito                                    | Carica  | Note  |
| ---------------- | ---------------- | ---------------- | ------------------------------------------ | ------- | ----- |
| 18 giugno 1985   | 24 giugno 1990   | Flavio Bordignon | Partito Socialista Italiano                | Sindaco | [ 7 ] |
| 24 giugno 1990   | 18 febbraio 1993 | Flavio Bordignon | Partito Socialista Italiano                | Sindaco | [ 7 ] |
| 26 febbraio 1993 | 24 aprile 1995   | Carlo Arzani     | Partito Democratico della Sinistra         | Sindaco | [ 7 ] |
| 24 aprile 1995   | 14 giugno 1999   | Daniela Berri    | centro-sinistra                            | Sindaco | [ 7 ] |
| 14 giugno 1999   | 14 giugno 2004   | Daniela Berri    | lista civica                               | Sindaco | [ 7 ] |
| 14 giugno 2004   | 8 giugno 2009    | Angelo Barco     | lista civica                               | Sindaco | [ 7 ] |
| 8 giugno 2009    | 26 maggio 2014   | Angelo Barco     | lista civica                               | Sindaco | [ 7 ] |
| 26 maggio 2014   | 27 maggio 2019   | Andrea Pistone   | lista civica Sale cambia                   | Sindaco | [ 7 ] |
| 27 maggio 2019   | 9 giugno 2024    | Lazzarina Arzani | lista civica Noi per Sale                  | Sindaco | [ 7 ] |
| 9 giugno 2024    | in carica        | Enrico Santi     | lista civica Dal passato al futuro di Sale | Sindaco | [ 7 ] |

## Sport
La formazione calcistica locale, l'A.S.D. Sale, ha sempre militato nell'ambito di campionati di livello dilettantistico, disputando un torneo di Eccellenza. Attualmente milita nel Girone D di Promozione Piemonte-Valle d'Aosta.
Nel ottobre 2023, la squadra passerà alla ribalta sulle principali testate giornalistiche sportive italiane per aver tesserato l’ex nazionale carioca Hernanes.